# Distretto di Tres Unidos
Il distretto di Tres Unidos è uno dei dieci distretti  della provincia di Picota, in Perù. Si trova nella regione di San Martín e si estende su una superficie di 246,52 chilometri quadrati.

Istituito il 19 febbraio 1965, ha per capitale la città di Tres Unidos; al censimento 2005 contava 3.335 abitanti.